# Castell Nant y Garan
Castell Nant y Garan är ett slott i Storbritannien.   Det ligger i kommunen Ceredigion och riksdelen Wales, i den södra delen av landet, 300 km väster om huvudstaden London. Castell Nant y Garan ligger 103 meter över havet.
Terrängen runt Castell Nant y Garan är platt norrut, men söderut är den kuperad. Castell Nant y Garan ligger nere i en dal. Runt Castell Nant y Garan är det ganska glesbefolkat, med 43 invånare per kvadratkilometer. Närmaste större samhälle är Cardigan, 19,6 km väster om Castell Nant y Garan. Trakten runt Castell Nant y Garan består i huvudsak av gräsmarker.